# Гай (Недригайловский район)
Гай (укр. Гай) — село,
Коровинский сельский совет,
Недригайловский район,
Сумская область,
Украина.
Код КОАТУУ — 5923583403. Население по переписи 2001 года составляло 44 человека.
Найдена на подробной карте Российской Империи и близлежащих заграничных владений. Столистовая карта.1816 года как хутор Гай

## Географическое положение
Село Гай находится на левом берегу реки Сула,
выше по течению примыкает село Дегтярёвка,
ниже по течению примыкает село Сосновка,
на противоположном берегу — село Ракова Сечь. 
Река в этом месте извилистая, образует лиманы, старицы и заболоченные озёра.